# Arne Åkerson
Carl Arne Wilhelm Åkerson (Gävle, 23 de agosto de 1940) es un deportista sueco que compitió en vela en las clases Finn y Star.
Ganó una medalla de oro en el Campeonato Mundial de Finn de 1962 y dos medallas de oro en el Campeonato Europeo de Finn, en los años 1968 y 1969. Además, obtuvo una medalla de plata en el Campeonato Mundial de Star de 1970 y una medalla de bronce en el Campeonato Europeo de Star de 1968.

## Palmarés internacional
| Campeonato Mundial | Campeonato Mundial       | Campeonato Mundial | Campeonato Mundial |
| Año                | Lugar                    | Medalla            | Clase              |
| ------------------ | ------------------------ | ------------------ | ------------------ |
| 1962               | Tønsberg (Noruega)       | Medalla de oro     | Finn               |
| Campeonato Europeo |                          |                    |                    |
| Año                | Lugar                    | Medalla            | Clase              |
| 1968               | Medemblik (Países Bajos) | Medalla de oro     | Finn               |
| 1969               | Warnemünde (RFA)         | Medalla de oro     | Finn               |

| Campeonato Mundial | Campeonato Mundial | Campeonato Mundial | Campeonato Mundial |
| Año                | Lugar              | Medalla            | Clase              |
| ------------------ | ------------------ | ------------------ | ------------------ |
| 1970               | Marstrand (Suecia) | Medalla de plata   | Star               |
| Campeonato Europeo |                    |                    |                    |
| Año                | Lugar              | Medalla            | Clase              |
| 1968               | Nápoles (Italia)   | Medalla de bronce  | Star               |